# Associazione Calcio Riccione 1976-1977
Questa voce raccoglie le informazioni riguardanti l'Associazione Calcio Riccione nelle competizioni ufficiali della stagione 1976-1977.

## Rosa
| N. |                   | Ruolo | Calciatore          |
| -- | ----------------- | ----- | ------------------- |
|    | Italia (bandiera) | C     | Giovanni Allegrini  |
|    | Italia (bandiera) |       | Bandini             |
|    | Italia (bandiera) | C     | Giovanni Cioncolini |
|    | Italia (bandiera) | C     | Giorgio Clementoni  |
|    | Italia (bandiera) | D     | Ivo Crescentini     |
|    | Italia (bandiera) | D     | Stefano Dradi       |
|    | Italia (bandiera) | C     | Franco Eusebi       |
|    | Italia (bandiera) | D     | Tonino Franceschini |
|    | Italia (bandiera) | A     | Fulvio Giovannetti  |
|    | Italia (bandiera) | A     | Fausto Grespi       |
|    | Italia (bandiera) | D     | Oliviero Inverardi  |

| N. |                   | Ruolo | Calciatore         |
| -- | ----------------- | ----- | ------------------ |
|    | Italia (bandiera) | C     | Osvaldo Jaconi     |
|    | Italia (bandiera) | D     | Franco Laurenti    |
|    | Italia (bandiera) | C     | Marco Lombardi     |
|    | Italia (bandiera) | A     | Stefano Luteriani  |
|    | Italia (bandiera) | D     | Marino Marlia      |
|    | Italia (bandiera) | P     | Walter Padovani    |
|    | Italia (bandiera) | D     | Gianni Palanca (I) |
|    | Italia (bandiera) |       | Ragazzoni          |
|    | Italia (bandiera) | C     | Stefano Tosi       |
|    | Italia (bandiera) | A     | Claudio Vaccario   |
|    | Italia (bandiera) | P     | Angelo Venturelli  |